# ائوجنیو باوا
ائوجنیو باوا (ایتالیایی: Eugenio Bava؛ ۴ ژوئن ۱۸۸۶ – ۲۳ اکتبر ۱۹۶۶) فیلم‌بردار اهل ایتالیا بود.
از فیلم‌ها یا مجموعه‌های تلویزیونی که وی در آن‌ها نقش داشته است، می‌توان به کابیریا و پیراهن سیاه اشاره نمود.